# 温斯伯勒 (南卡罗来纳州)
温斯伯勒（英文：Winnsboro），是美国南卡罗来纳州下属的一座城市。城市类型是“Town”。其面积大约为2.63平方英里（6.82平方公里）。根据2010年美国人口普查，该市有人口3,550人，人口密度约为每平方 英里1,347.76人（约合每平方公里520.39人）。